# Geszer Benot Ja’akow
Geszer Benot Ja’akow, most Córek Jakuba (hebr. גשר בנות יעקב; arab. ‏جسر بنات يعقوب‎, Dżisr Banat Jakub) – most umożliwiający przekroczenie rzeki Jordan, łączący Palestynę z Syrią w rejonie Wzgórz Golan. Most jest przeznaczony do komunikacji samochodowej i pieszej.

## Historia

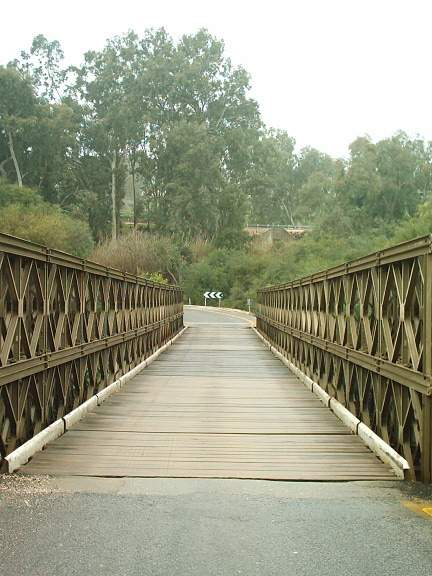
Stary most Baileya (północny)

Tutejsze miejsce przeprawy przez rzekę Jordan było znane już w starożytności. Przechodził tędy szlak handlowy Via Maris, łączący Egipt z Syrią. Miejsce to było błędnie nazywane brodem Jakuba; przeprawa opisana w Biblii (Rdz 32) dotyczy rzeki Zarqa. Rejon przeprawy ma strategiczne znaczenie wojskowe i historyczne, ponieważ jest jednym z nielicznych stałych miejsc dogodnych do przeprawienia się przez rzekę Jordan w północnym jej biegu. Na przestrzeni wieków tędy przenikały wpływy cywilizacji, a o kontrolę nad brodem stoczono wiele bitew.
W okresie Imperium osmańskiego wybudowano w miejscu tym kamienny most. Został on zniszczony przez Turków w 1918, podczas walk brytyjsko-tureckich o Palestynę. W okresie Mandatu Palestyny wybudowano trzy mosty na rzece Jordan. Miały one ułatwić przekraczanie rzeki wojskom brytyjskim. Jednym z tych mostów, był wzniesiony w 1918 most Córek Jakuba. Był to stalowy most o konstrukcji kratownicowej, wsparty na murowanych przyczółkach. Most został zniszczony w noc 16 czerwca 1946 przez żydowski oddział Palmach. Brytyjczycy bardzo szybko odbudowali zniszczoną przeprawę. Podczas I wojny izraelsko-arabskiej w czerwcu 1948 przez most przeszły wojska syryjskie, ale później – w wyniku zawartych porozumień – wycofały się. Po wojnie most znajdował się pośrodku strefy zdemilitaryzowanej.
Podczas wojny sześciodniowej w 1967 roku izraelski Korpus Inżynieryjny wzniósł tymczasowy most Baileya – stalowy most kratownicowy, wsparty na murowanych przyczółkach. W 1969 roku w pobliżu przerzucono drugi taki most; zamiast wahadłowo, ruch mógł przebiegać jednokierunkowo. W 2007 roku nowszy most Baileya (południowy) zastąpiono dwukierunkowym mostem żelbetowym.